# Wiolinistyka
Wiolonistyka – dział muzykologii zajmujący się badaniem muzyki instrumentalnej dla instrumentów strunowych-smyczkowych oraz tymi instrumentami, ich budową, techniką i brzmieniem, a także historią ich wykształcenia się.